# Ломиковский, Иван Васильевич
Ива́н Васи́льевич Ломико́вский (1654—1714) — генеральный обозный, генеральный есаул, генеральный хорунжий и генеральный писарь. Один из главных сторонников Мазепы.

## Биография
Отец Ломиковского жил на Волыни. Во время смут на Украине во второй половине XVII века Ломиковский вышел с Волыни и сперва служил у гетмана Ханенко генеральным писарем в Умани в 1667 году.
После отказа Ханенко от булавы в 1674 году, перешел на левый берег Днепра и поступил в число «дворян» гетмана Самойловича, затем поступил в войско со званием войскового товарища. После падения Самойловича он сумел удержаться при новом гетмане Мазепе, который поставил его генеральным хорунжим.
Тогда же Ломиковский получил почетное звание стольника. Впоследствии Мазепа дал Ломиковскому уряд генерального есаула (1696), а по смерти Василия Борковского и уряд генерального обозного, который по рангу был первым лицом после гетмана.
В 1702 году Ломиковский получил от Мазепы «земельные пожалования». В измену Мазепы Ломиковский играл самую видную роль из всех его сторонников: после казни Кочубея и Искры он особенно настаивал на скорейшем начатии решительных действий. По его же настоянию, Мазепа присягнул в неизменности своего плана, в чем, в свою очередь, присягнул вместе с другими, и Ломиковский, обещаясь стоять за гетмана до крови, своими требованиями действовать открыто и быстро. Ломиковский «смущал» гетмана, который при приближении решительной минуты, видимо, колебался. При появлении войск Меньшикова Мазепа, как известно, скрылся в Борзну, но, узнав, что Меньшиков его и там хочет посетить, — поскакал навстречу к шведам, находившимся у села Орловки, причем послал Ломиковского известить Карла XII о своем прибытии. После Полтавской битвы Ломиковский бежал вместе с Мазепой, захватив с собою одного из сыновей. Местопребыванием своим Ломиковский, как и гетман, выбрали Яссы. Здесь Ломиковский прожил до 1714 года, когда скончался; тело его погребено в Яссах же. Все громадные имения, нажитые им за долговременную службу, были конфискованы и розданы впоследствии другим лицам.